# Christian Renaut
 (juillet 2010).
 (juillet 2010).
Si vous disposez d'ouvrages ou d'articles de référence ou si vous connaissez des sites web de qualité traitant du thème abordé ici, merci de compléter l'article en donnant les références utiles à sa vérifiabilité et en les liant à la section « Notes et références ».
Christian Renaut (1er février 1958 - ) est un artiste  et auteur de récits, nouvelles et poèmes.
Il expose ses photographies, depuis 1975, en Bretagne, en France et à l’étranger.

## Publications
- Instants (1979) ;
- Instants “l’âme des choses simples”, préface de Rostislas Loukine -(1980) ;
- Ode pour Veronik (1982) ;
- Espace Corps, préface de Jacques Defert -(1983) ;
- Hommage à Gaston Bachelard (1984) ;  (ISBN 2-903197-07-5)
- Femme Végétale (1985) ;
- Funicella (1986) ;
- Courbes de Volupté (1986) ;
- Photographies pour René Guy Cadou, préface de Gilles Servat -(1987) ;
- Regard sur Gilles Servat, avant-propos Veronik Blot -(1989) ;  (ISBN 2-903197-08-3)
- Le Pays Blanc d’Hélène Cadou (1992) ;
- Ombres et Lumières Félines, enrichi de poèmes de Hélène Cadou, Charles Baudelaire, Charles Le Quintrec (1993) ;
- Mer Miroir, enrichi de poèmes de Charles Baudelaire, René Guy Cadou, Christian Bulting, Christine Zwingmann (1994) ;
- Le Pays Blanc d’Hélène Cadou (Aux éditions Jean-Marie Pierre-1996).
- Le Blanc Pays du Sel, enrichi de textes de Gaston Bachelard, Veronik Blot, François Béranger, Hélène Cadou, Honoré de Balzac, Anatole Le Braz, Glenmor, Irène Frain, Per-Jakez Hélias, Joseph Péréon (1998) ;
- La côte d’Amour, images sur un récit d’Irène Frain (Aux éditions Alizés-2001) ;
- Hommage photographique à René Guy Cadou, préface de Gilles Servat (Aux éditions Alizés-2001)  (ISBN 2-911835-12-3)
- Hommage à ma Grand-mère (Aux éditions Le Télégramme-2004) ;
- Tendresse de chats (Aux éditions Le Télégramme-2005).
- Instants d’enfance (Édition Numérotée et Signée - 2007) ;
- Rêveries entre Ciel et Eau (Édition Numérotée et Signée - 2008).
- Sous le signe d’Hélène Cadou, (Aux éditions du Traict- 2010) direction, textes et illustrations de l’ouvrage collectif avec : Philippe Delerm, Gilles Servat, Morice Benin, Jacques Bertin, Véronique Vella, Yvon Le Men, Martine Caplanne, Yves Cosson, Jean Fréour, Luc Vidal, Christian Bulting, Veronik Blot, Nathalie Fréour, Benoit Auffret, Jean-Yves Paumier… (30 auteurs)
- Chat-motS, avec Veronik Blot, (Éditions Le Moulin à lire - 2011, Livre-objet, collection "Papiers déchirés")
- Le Chat-Lumot au Pays du Sel de Guérande, suivi de : Une étrange douceur à la mi-août, (éditions Livre d'Artiste-Le Taupinambour 2011).
- Le Chat-Lumot à La Baule, (éditions Livre d'Artiste-Le Taupinambour 2012).
- Le Chat-Lumot de Nantes à La Baule, (éditions Livre d'Artiste-Le Taupinambour 2014).
- Le Chat-Lumot Baudelaire et moi !, (éditions Livre d'Artiste-Le Taupinambour 2016).

## Photographies dans d'autres livres
- Brocéliande ou l’obscur des forêts - collectif -(éditions Artus) ;
- Rostislas Loukine, un peintre aux multiples palettes de J.-C. Czmara (éd. D. Guéniot).
- etc.

## Lieu de conservation de ses œuvres
- à la Bibliothèque Nationale de Paris ;
- au Musée Nicéphore Niépce ;
- à la Fondation Nationale de la Photographie ;
- à la Bibliothèque Photographique d’Arles ;
- à la Bibliothèque de Rennes Métropole ;
- à la Médiathèque de Nantes ;
- à l’Artothèque d’Hennebont...
- Banque d'images à Paris : ADAGP Images[1]

Elles font également partie de collections privées en : Allemagne, Belgique, Bretagne, France, Italie, Japon, Suisse, États-Unis…